# Santiago Giraldo
Pour les articles homonymes, voir Giraldo (homonymie).
Santiago Giraldo, né le 27 novembre 1987 à Pereira, est un joueur de tennis colombien, professionnel depuis 2004.

## Carrière
Il a atteint à deux reprises la finale d'un tournoi ATP en simple, à l'Open du Chili et à l'Open de Barcelone 2014, mais ne s'y est pas imposé. Il a remporté 8 titres en simple sur le circuit Challenger : à Bogota en 2006, à Bogota et Quito en 2007, à Salinas, San Luis Potosí et Sacramento en 2009, à Pereira en 2010 et en 2013 et à Prague en 2016.
Il a atteint la 28e place mondiale en septembre 2014, soit le meilleur classement jamais atteint par un joueur colombien.
Il représente son pays depuis 2006 avec l'équipe de Colombie de Coupe Davis. Il a joué les barrages du groupe mondial en 2010, 2013, et 2014.
En double, son meilleur résultat est une finale à l'Open de Gstaad 2012 avec son compatriote Robert Farah.

## Palmarès

### Titre en simple
Aucun

### Finales en simple (2)
| No | Date       | Nom et lieu du tournoi                  | Catégorie | Surface      | Vainqueur     | Score          |          |
| -- | ---------- | --------------------------------------- | --------- | ------------ | ------------- | -------------- | -------- |
| 1  | 31/01/2011 | Movistar Open, Santiago                 | ATP 250   | Terre (ext.) | Tommy Robredo | 6-2, 2-6, 7-65 | Parcours |
| 2  | 21/04/2014 | Barcelona Open Banc Sabadell, Barcelone | ATP 500   | Terre (ext.) | Kei Nishikori | 6-2, 6-2       | Parcours |

### Titre en double
Aucun

### Finale en double (1)
| No | Date       | Nom et lieu du tournoi             | Catégorie | Surface      | Vainqueurs                   | Partenaire   | Score     |          |
| -- | ---------- | ---------------------------------- | --------- | ------------ | ---------------------------- | ------------ | --------- | -------- |
| 1  | 16/07/2012 | Crédit Agricole Suisse Open Gstaad | ATP 250   | Terre (ext.) | Marcel Granollers Marc López | Robert Farah | 6-4, 7-69 | Parcours |

## Parcours dans les tournois duGrand Chelem

### En simple
| Année | Open d'Australie | Open d'Australie | Internationaux de France | Internationaux de France | Wimbledon       | Wimbledon          | US Open         | US Open              |
| ----- | ---------------- | ---------------- | ------------------------ | ------------------------ | --------------- | ------------------ | --------------- | -------------------- |
| 2007  | Q1               | Nicolas Tourte   | 1er tour (1/64)          | Novak Djokovic           | Q2              | Go Soeda           | Q1              | Federico Luzzi       |
| 2008  | —                | —                | 1er tour (1/64)          | Florent Serra            | —               | —                  | Q1              | Michael Yani         |
| 2009  | —                | —                | 1er tour (1/64)          | Denis Istomin            | Q1              | Martin Fischer     | Q2              | Juan Pablo Brzezicki |
| 2010  | 2e tour (1/32)   | Łukasz Kubot     | 1er tour (1/64)          | Kei Nishikori            | 1er tour (1/64) | Thiemo de Bakker   | 1er tour (1/64) | Feliciano López      |
| 2011  | 2e tour (1/32)   | Marin Čilić      | 1er tour (1/64)          | Pablo Andújar            | 1er tour (1/64) | Richard Gasquet    | 1er tour (1/64) | Roger Federer        |
| 2012  | 2e tour (1/32)   | Novak Djokovic   | 3e tour (1/16)           | Andy Murray              | 1er tour (1/64) | Milos Raonic       | 1er tour (1/64) | Milos Raonic         |
| 2013  | 1er tour (1/64)  | Ryan Harrison    | 1er tour (1/64)          | Grega Žemlja             | 2e tour (1/32)  | A. Dolgopolov      | 1er tour (1/64) | Carlos Berlocq       |
| 2014  | 1er tour (1/64)  | Sam Querrey      | 1er tour (1/64)          | Andreas Seppi            | 3e tour (1/16)  | Roger Federer      | 1er tour (1/64) | T. Gabashvili        |
| 2015  | 2e tour (1/32)   | Steve Johnson    | 2e tour (1/32)           | David Goffin             | 3e tour (1/16)  | Denis Kudla        | 1er tour (1/64) | Austin Krajicek      |
| 2016  | 2e tour (1/32)   | João Sousa       | 1er tour (1/64)          | P.-H. Mathieu            | 1er tour (1/64) | Gilles Müller      | Q3              | Jared Donaldson      |
| 2017  | 1er tour (1/64)  | Kyle Edmund      | 1er tour (1/64)          | Andreas Seppi            | Q1              | Stefanos Tsitsipas | 2e tour (1/32)  | P. Kohlschreiber     |
| 2018  | —                | —                | 2e tour (1/32)           | R. Bautista-Agut         | Q1              | Brayden Schnur     | Q2              | Peter Polansky       |
| 2019  | —                | —                | Q3                       | Rudolf Molleker          | Q1              | Oscar Otte         | 1er tour (1/64) | Alexander Bublik     |

N.B. : à droite du résultat se trouve le nom de l'ultime adversaire.

### En double
| Année | Open d'Australie            | Open d'Australie               | Internationaux de France    | Internationaux de France | Wimbledon                   | Wimbledon                | US Open                      | US Open                 |
| ----- | --------------------------- | ------------------------------ | --------------------------- | ------------------------ | --------------------------- | ------------------------ | ---------------------------- | ----------------------- |
| 2010  | 1er tour (1/32) A. Falla    | J. Brunström J.-J. Rojer       | 1er tour (1/32) A. Falla    | A. Golubev P. Lorenzi    | 1er tour (1/32) A. Falla    | L. Lacko S. Stakhovsky   | 1er tour (1/32) A. Falla     | J. Chardy C. Kas        |
| 2011  | 1er tour (1/32) B. Dabul    | J. Melzer P. Petzschner        | 1er tour (1/32) Pere Riba   | Bob Bryan Mike Bryan     | 1er tour (1/32) Pere Riba   | M. Granollers T. Robredo | 1er tour (1/32) Pere Riba    | M. Mirnyi D. Nestor     |
| 2012  | 1er tour (1/32) A. Falla    | R. Mello J. Souza              | 1er tour (1/32) A. Falla    | F. Čermák F. Polášek     | —                           | —                        | —                            | —                       |
| 2013  | 1er tour (1/32) A. Falla    | A. Bolt G. Jones               | —                           | —                        | 1er tour (1/32) M. Russell  | I. Dodig M. Melo         | —                            | —                       |
| 2014  | 1er tour (1/32) João Sousa  | M. Bhupathi R. Ram             | 1er tour (1/32) A. González | T. C. Huey D. Inglot     | 1er tour (1/32) A. González | Ł. Kubot R. Lindstedt    | 2e tour (1/16) N. Barrientos | D. Nestor N. Zimonjić   |
| 2015  | 2e tour (1/16) João Sousa   | J. Benneteau É. Roger-Vasselin | 2e tour (1/16) D. Lajović   | J. Murray John Peers     | 1er tour (1/32) João Sousa  | Mate Pavić Michael Venus | 2e tour (1/16) R. Junaid     | Jamie Murray John Peers |
| 2016  | 1er tour (1/32) V. Estrella | A. Mannarino Lucas Pouille     | —                           | —                        | —                           | —                        | —                            | —                       |

N.B. : le nom du partenaire se trouve sous le résultat ; le nom des ultimes adversaires se trouve à droite.

## Parcours dans lesMasters 1000

### En simple
| Année | Indian Wells          | Miami                 | Monte-Carlo        | Rome                       | Hambourg puis Madrid      | Canada              | Cincinnati          | Madrid puis Shanghai       | Paris               |
| ----- | --------------------- | --------------------- | ------------------ | -------------------------- | ------------------------- | ------------------- | ------------------- | -------------------------- | ------------------- |
| 2008  | 2e tour R. Nadal      | 1er tour S. Bolelli   | —                  | —                          | —                         | —                   | —                   | —                          | —                   |
| 2009  | 1er tour N. Lapentti  | —                     | —                  | —                          | —                         | —                   | —                   | —                          | —                   |
| 2010  | —                     | 2e tour M. Youzhny    | —                  | 1/8 de finale J.-W. Tsonga | 2e tour John Isner        | 1er tour M. Llodra  | 1er tour J. Melzer  | —                          | 2e tour J. Melzer   |
| 2011  | 2e tour M. Llodra     | 1er tour I. Andreev   | 1er tour D. Gimeno | 1er tour Mardy Fish        | 2e tour R. Söderling      | —                   | —                   | 1/8 de finale K. Nishikori | 1er tour G. García  |
| 2012  | 3e tour N. Almagro    | 2e tour R. Nadal      | —                  | 1er tour B. Tomic          | 1er tour N. Almagro       | —                   | 1er tour C. Berlocq | —                          | —                   |
| 2013  | 1er tour C. Berlocq   | 2e tour Marin Čilić   | —                  | 1er tour J. Janowicz       | 2e tour S. Wawrinka       | —                   | —                   | 1er tour John Isner        | 2e tour J. Janowicz |
| 2014  | 2e tour K. Nishikori  | 1er tour M. Baghdatís | —                  | 1er tour Marin Čilić       | 1/4 de finale R. Bautista | 1er tour N. Kyrgios | 1er tour A. Seppi   | 1er tour V. Pospisil       | 2e tour K. Anderson |
| 2015  | 2e tour A. Dolgopolov | 3e tour A. Murray     | —                  | 1er tour M. Donati         | 1er tour F. Fognini       | —                   | —                   | —                          | —                   |
| 2016  | 1er tour F. Delbonis  | 2e tour J.-W. Tsonga  | —                  | —                          | 1er tour R. Bautista      | —                   | —                   | —                          | —                   |
| 2017  | 1er tour J.-L. Struff | —                     | —                  | —                          | —                         | —                   | —                   | —                          | —                   |

N.B. : sous le résultat se trouve le nom de l’ultime adversaire.

### En double
| Année | Indian Wells          | Indian Wells    | Miami                  | Miami       | Monte-Carlo | Monte-Carlo | Madrid                 | Madrid        | Rome | Rome | Canada | Canada | Cincinnati                  | Cincinnati      | Shanghai              | Shanghai   | Paris                | Paris            |
| ----- | --------------------- | --------------- | ---------------------- | ----------- | ----------- | ----------- | ---------------------- | ------------- | ---- | ---- | ------ | ------ | --------------------------- | --------------- | --------------------- | ---------- | -------------------- | ---------------- |
| 2014  | —                     | —               | —                      | —           | —           | —           | —                      | —             | —    | —    | —      | —      | 2e tour (1/16) García-López | Nestor Zimonjić | 2e tour (1/16) Lipsky | Dodig Melo | 1/4 de finale Cuevas | Granollers López |
| 2015  | 1er tour (1/32) Rosol | Begemann Gulbis | 1er tour (1/32) Kližan | Melo Soares | —           | —           | 1er tour (1/16) Lipsky | Čilić Troicki | —    | —    | —      | —      | —                           | —               | —                     | —          | —                    | —                |

N.B. : le nom du ou de la partenaire se trouve sous le résultat ; le nom des ultimes adversaires se trouve à droite.

## Parcours aux Jeux olympiques

### En simple messieurs
| # | Date       | Nom de l'olympiade              | Surface      | Résultat       | Ultime adversaire | Score          |          |
| - | ---------- | ------------------------------- | ------------ | -------------- | ----------------- | -------------- | -------- |
| 1 | 30/07/2012 | Olympic Tennis Event, Wimbledon | Gazon (ext.) | 2e tour (1/32) | Steve Darcis      | 7-63, 6-4, 6-4 | Parcours |

### En double messieurs
| # | Date       | Nom de l'olympiade              | Surface      | Résultat        | Partenaire           | Ultimes adversaires    | Score    |          |
| - | ---------- | ------------------------------- | ------------ | --------------- | -------------------- | ---------------------- | -------- | -------- |
| 1 | 30/07/2012 | Olympic Tennis Event, Wimbledon | Gazon (ext.) | 1er tour (1/32) | Juan Sebastián Cabal | Marin Čilić Ivan Dodig | 6-3, 6-4 | Parcours |

## Classement ATP en fin de saison

### En simple
| Année | 2003 | 2004 | 2005 | 2006 | 2007 | 2008 | 2009 | 2010 | 2011 | 2012 | 2013 | 2014 | 2015 | 2016 |
| Rang  | 1405 | 764  | 322  | 176  | 139  | 163  | 107  | 64   | 55   | 57   | 68   | 32   | 70   | 91   |

Source : (en) Classements de Santiago Giraldo sur le site officiel de la Fédération internationale de tennis